# آلفرد دومپرت
آلفرد دومپرت (آلمانی: Alfred Dompert؛ ۲۳ دسامبر ۱۹۱۴ – ۱۱ اوت ۱۹۹۱) دونده دو نیمه‌استقامت اهل آلمان بود.
وی در مسابقات کشوری و بین‌المللی در مجموع برندهٔ ۱ مدال برنز شده‌است.